# Hôtel de ville de Châlons-en-Champagne
L’hôtel de ville de Châlons-en-Champagne est le bâtiment qui héberge les institutions municipales depuis 1776.

## Histoire
Le Conseil de ville créé en 1417 se réunissait en l'hôpital du Saint-Esprit, 

### Porte de Vaux
L'hôpital de la porte de Vaux était dédié à sainte Marthe et a été fondé par Memmie, géré par des frères, puis par des sœurs  de Saint-Lazare, puis par des Filles de Dieu et en dernier par des béguines. En 1224 une bulle d'Innocent IV autorise la construction d'une chapelle avec un cimetière. En partie ruiné c'est le lieu où débutait un hôtel de ville en 1533 et où furent conservées la chapelle et une salle pour les malades. Alors que sévissait la peste, les lits de malades furent répartis entre les autres hôpitaux (Saint-Maaur et Saint-Léger) le 21 août 1581 par délibération du conseil municipal. Le service de la chapelle fut de même déménagé au grand-hôtel Dieu le 12 août 1651, mais une salle était conservée pour l'accueil des indigents de passage.

### Deux bâtiments
Il a été reconstruit en 1533 en style gothique, le bâtiment fut encore reconstruit en 1772 sur la demande de l'intendant Rouillé d'Orfeuil pour faire place au bâtiment actuel. Il est fait sur les plans de Nicolas Durand et les quatre lions, cités par Hugo, sont d'Antoine Lépine.

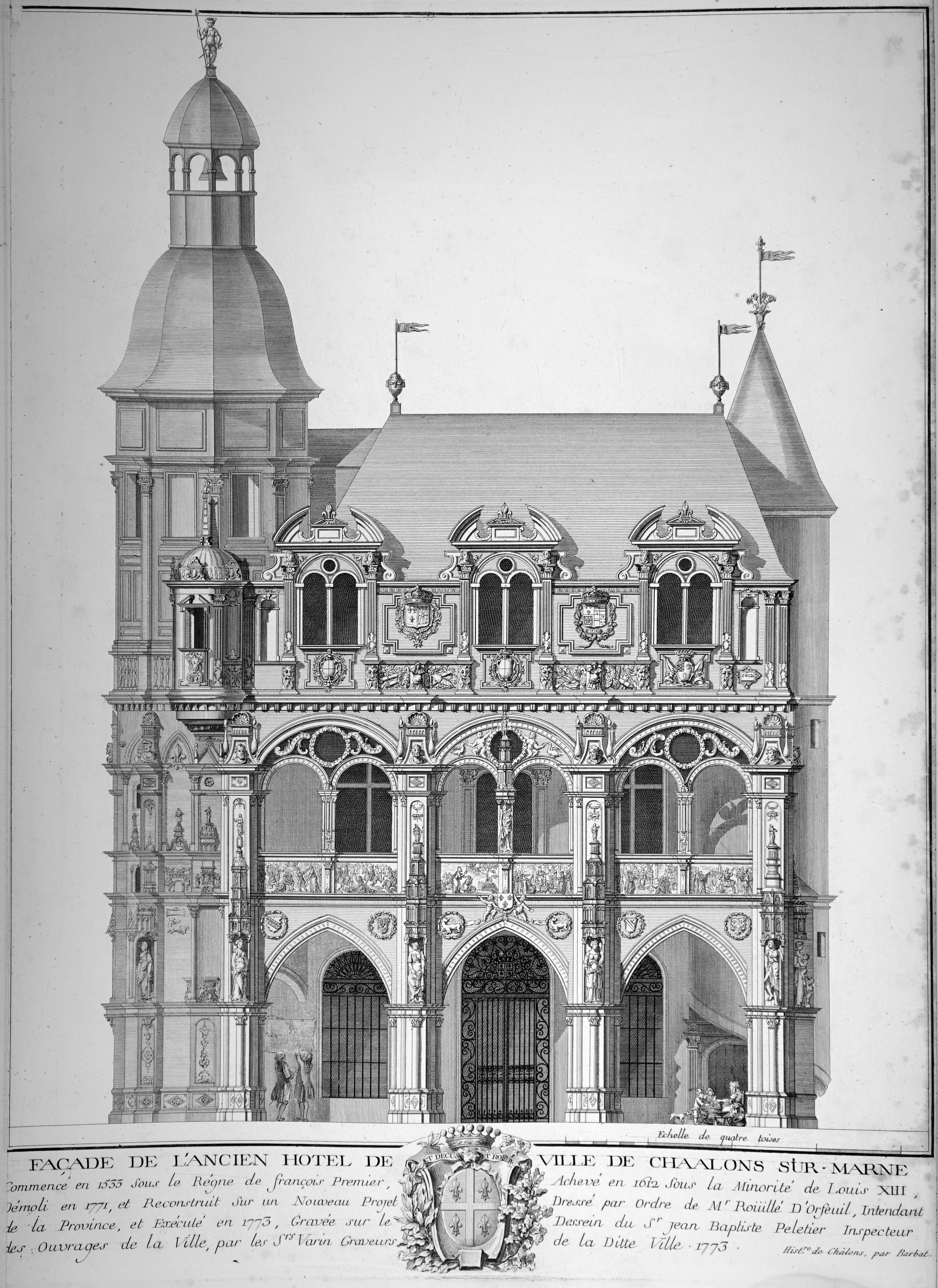
Le bâtiment précédent.
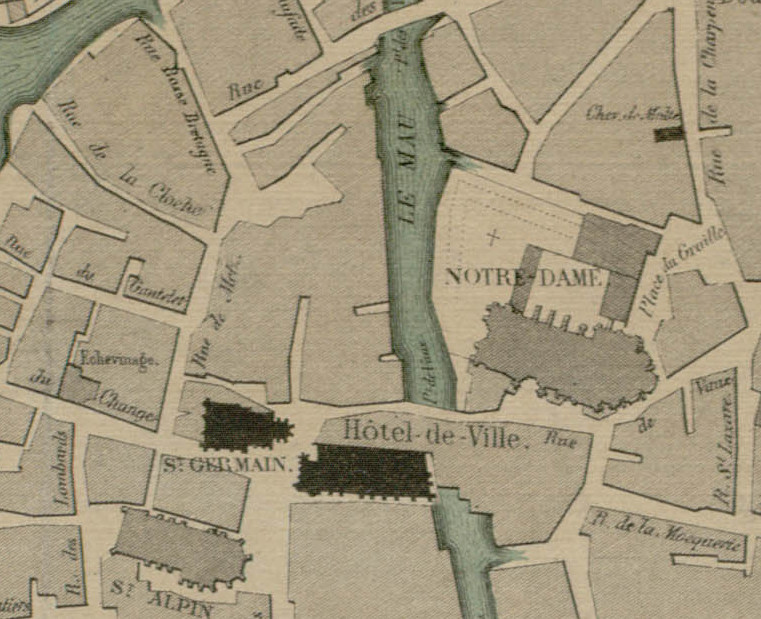
En noir sur le plan de 1755.
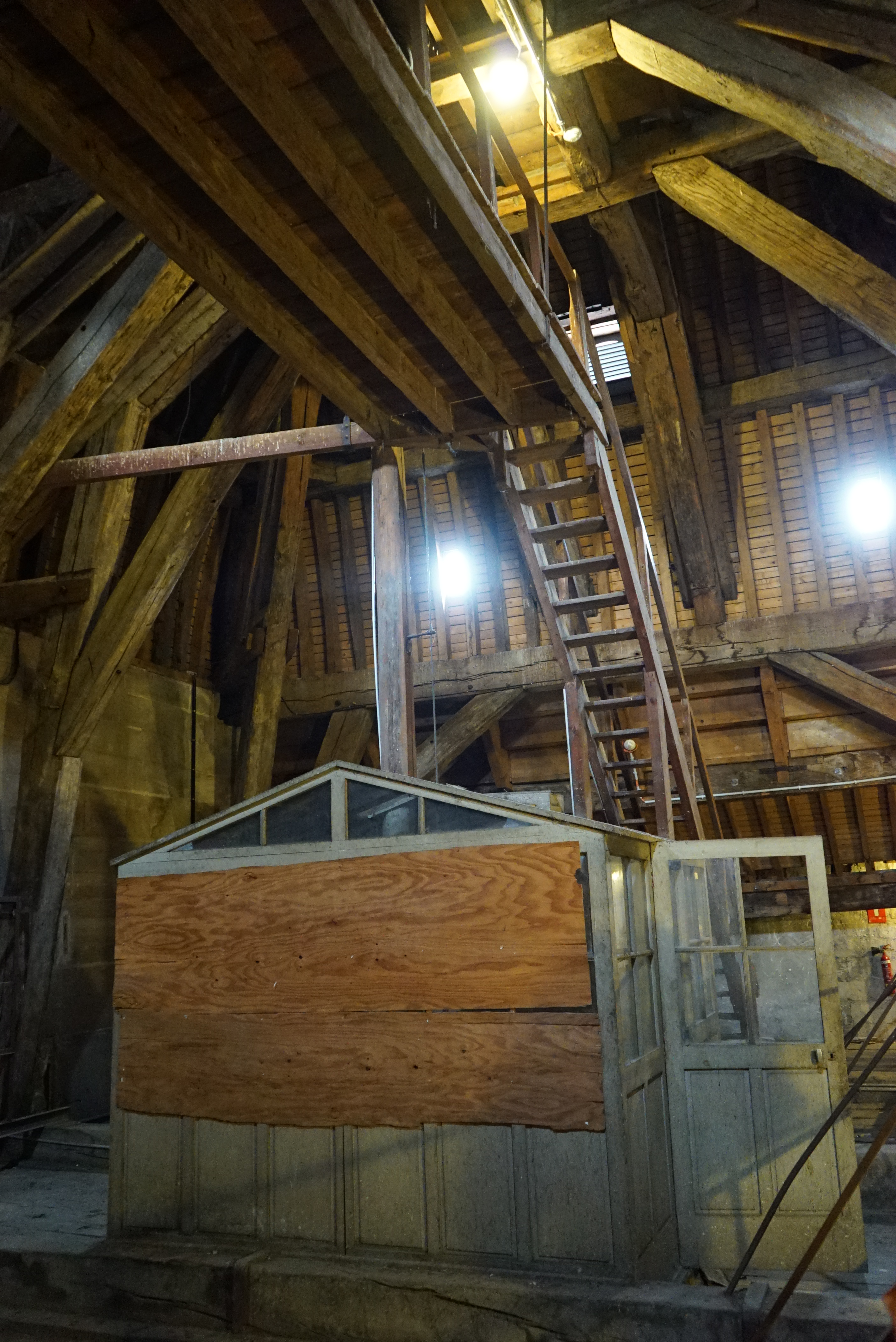
Le bureau du sonneur de cloche sous le dôme.

Au premier étage de l'escalier d'honneur se trouvent  des grisailles de Nicolas Perseval qui dépeignent les célébrités de la ville :
Claude d'Espence, David Blondel, Nicolas Clémangis, le chevalier Delatouche, Eustache de Conflans, Martin Akakia, "Nicolas de Chatillon" pour Claude Chastillon, Perrot d'Ablancourt, Pierre Bayen, Pierre Quentin Chedel. En face de l'escalier, le salon d'honneur est lui aussi décoré de grisailles, la salle du conseil est décorée par un tableau représentant le tzar Nicolas II au camp de Châlons par Édouard Detaille.
Le bâtiment est partagé avec la police municipale, le musée des Beaux-arts.
L'hôtel de ville est inscrit au titre des monuments historiques en 1932 pour son grand salon et classé en 1941 pour ses façades, toitures, vestibule, escalier et salon du premier étage.

## Images

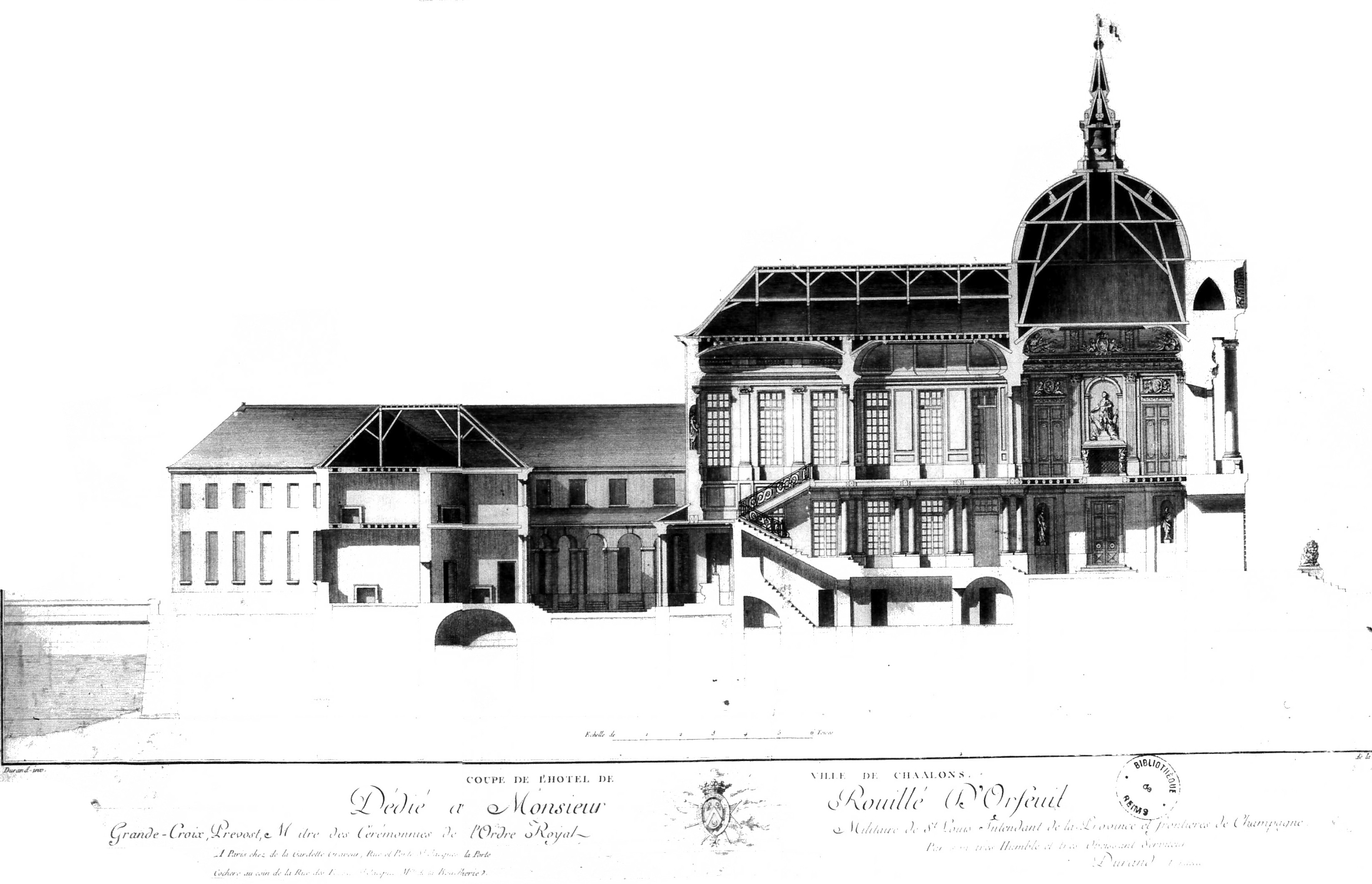
Le bâtiment en coupe.
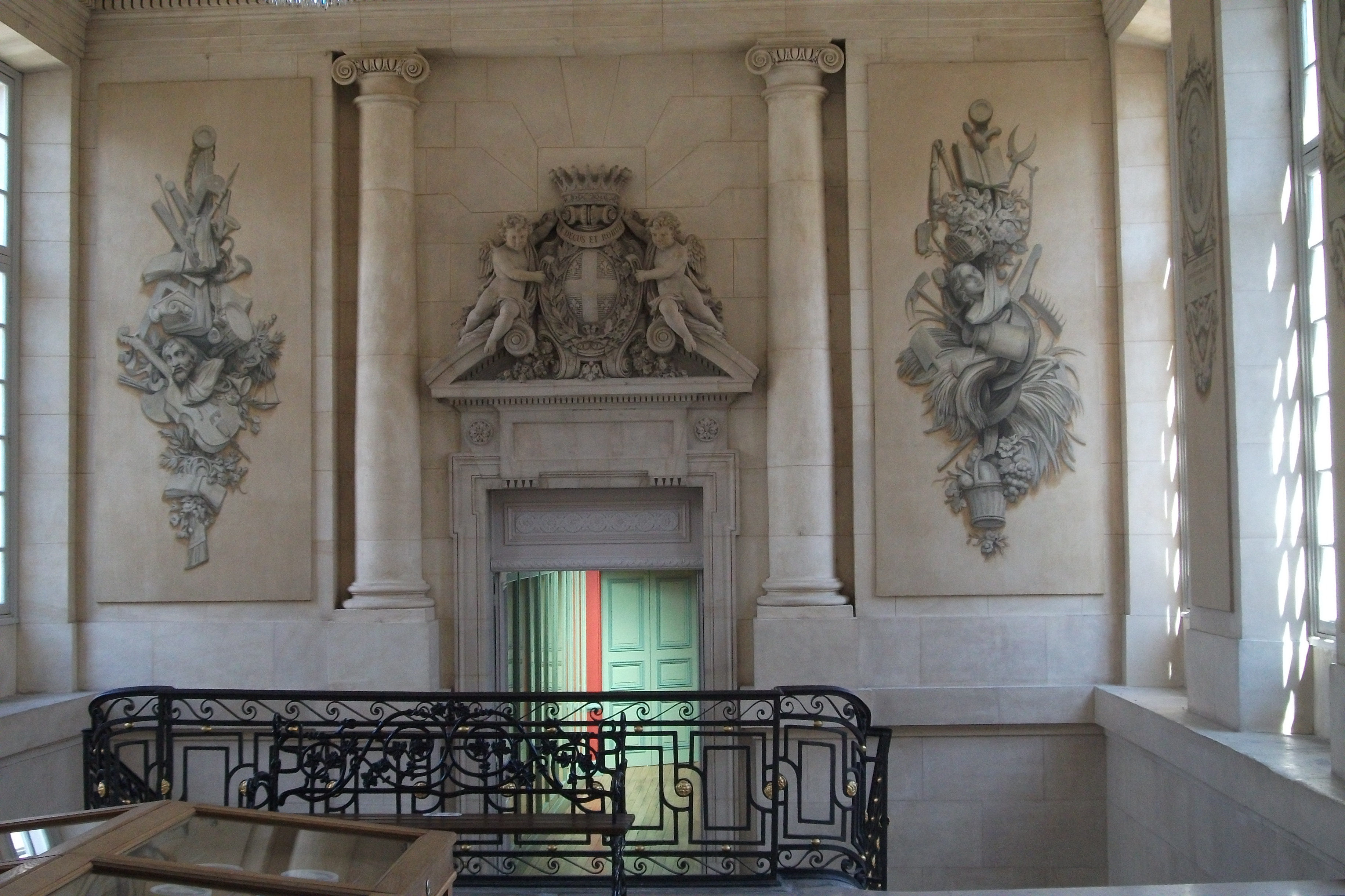
Hall d'honneur et ses grisailles,
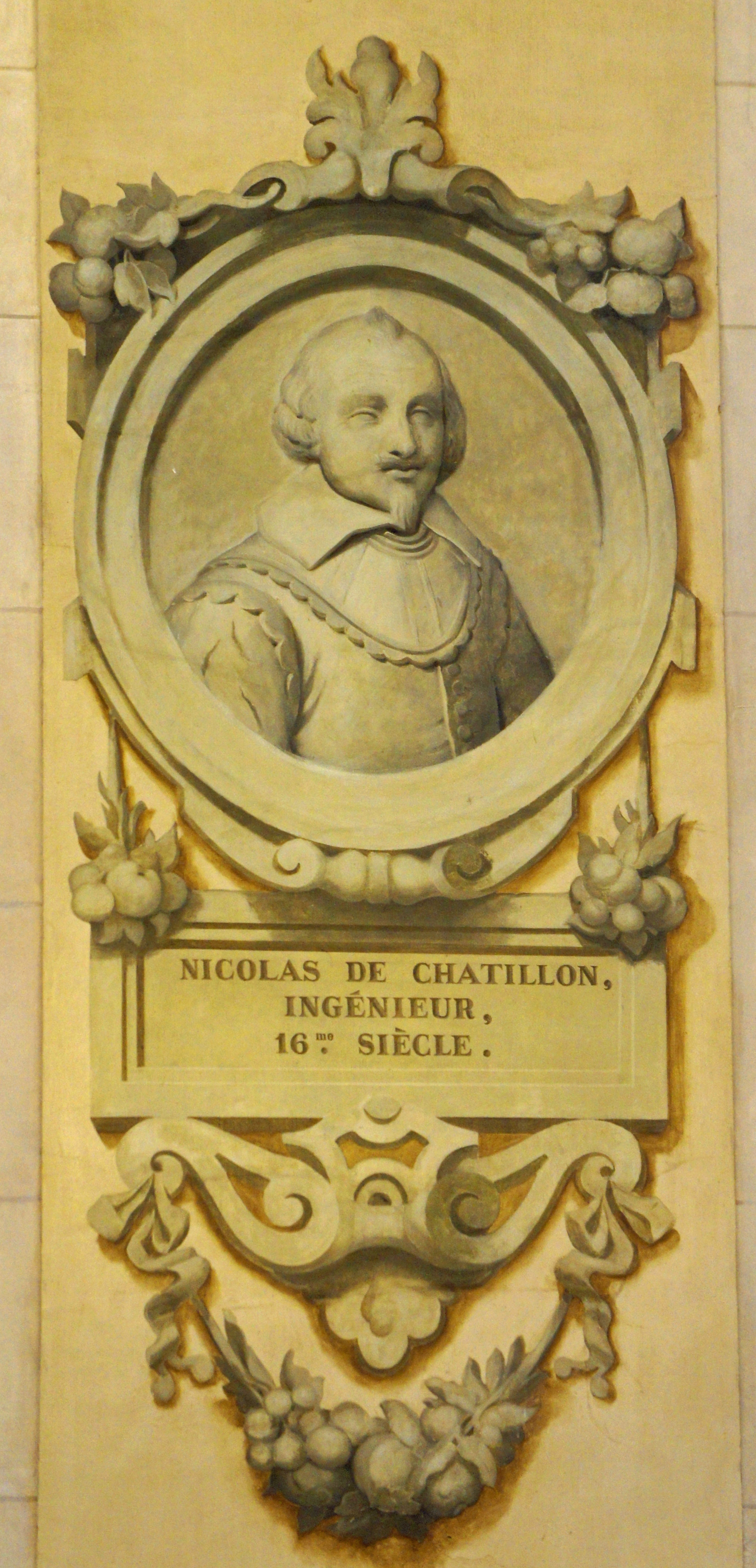
Claude Chastillon.
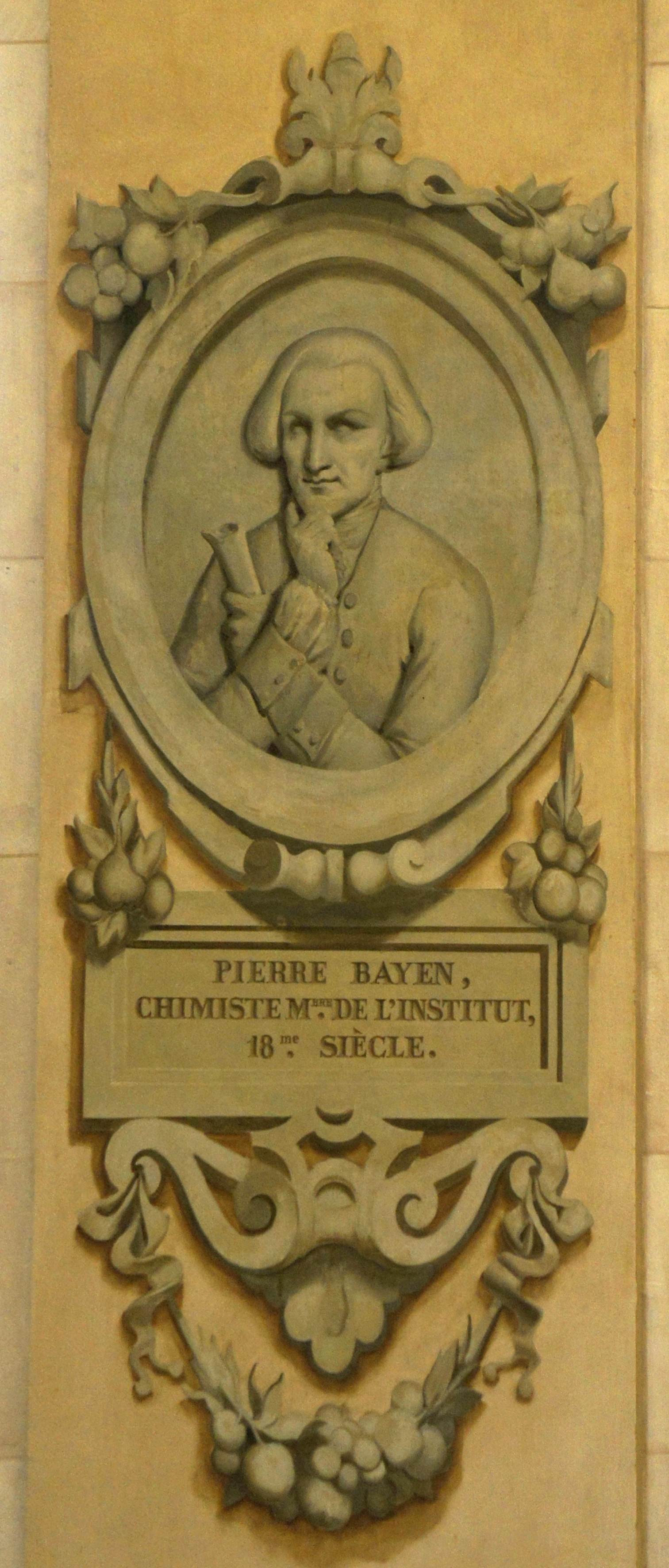
Pierre Bayen.
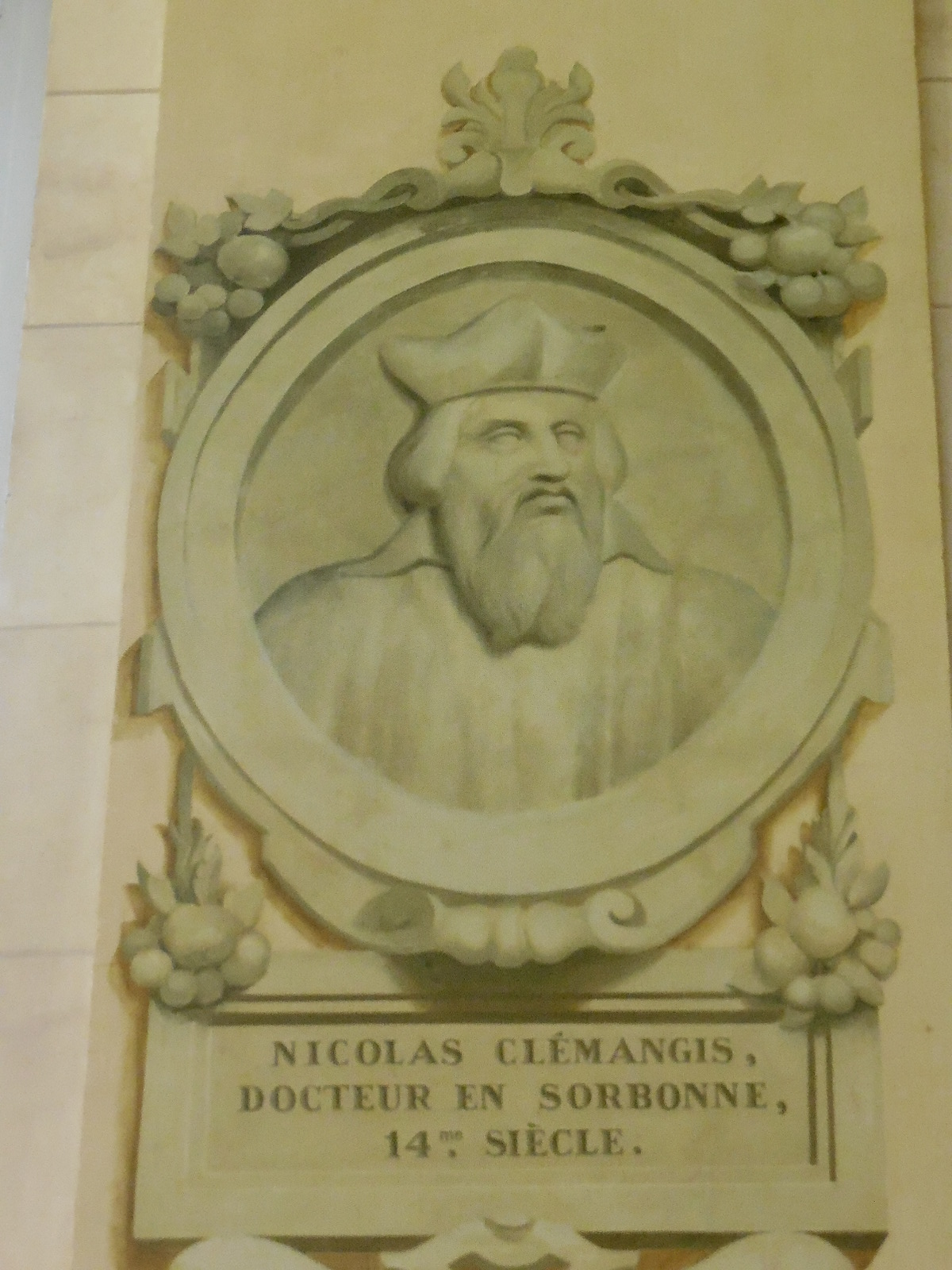
Nicolas de Clamanges.
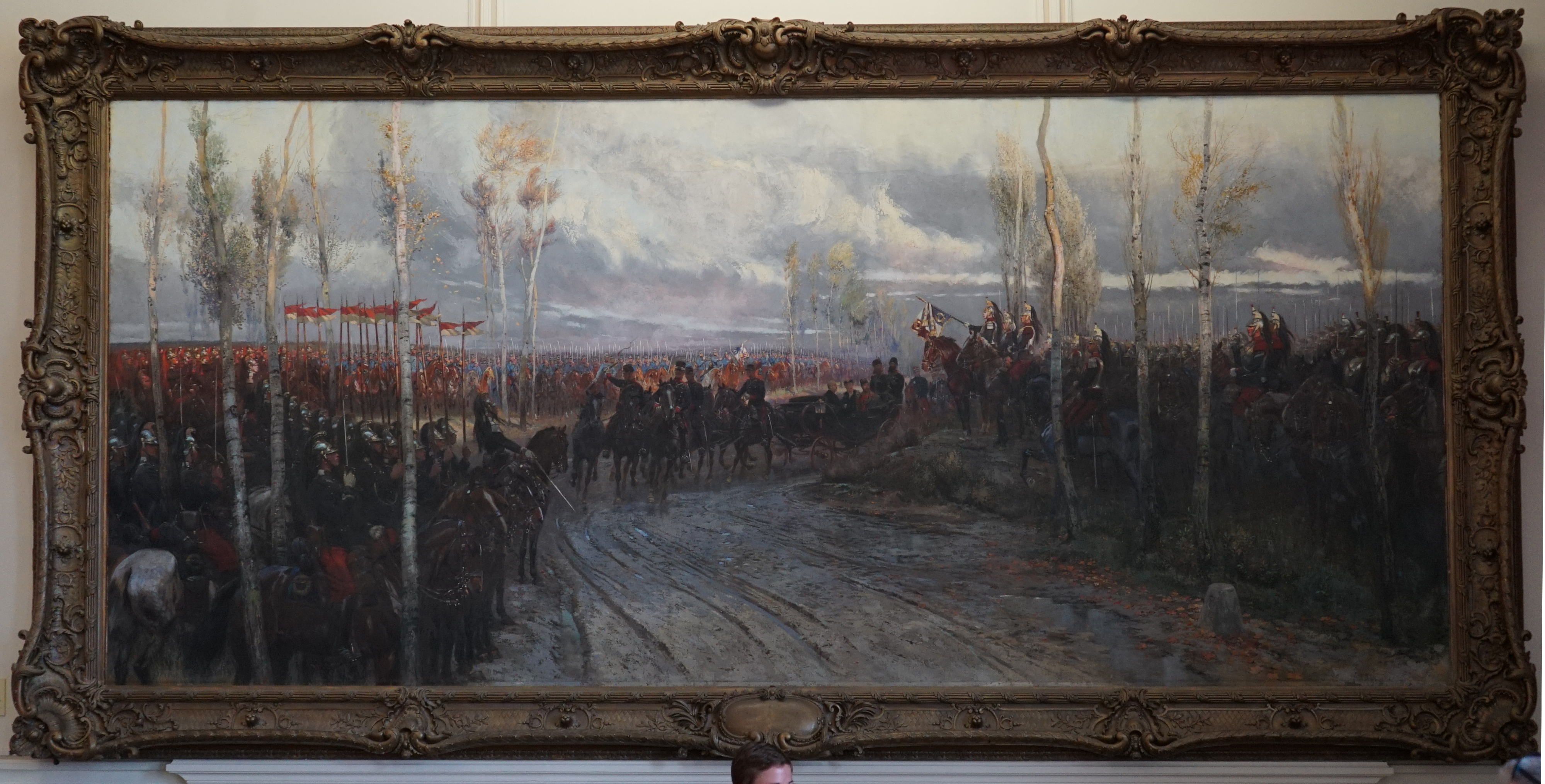
la revue de Châlons du 9 octobre 1896.
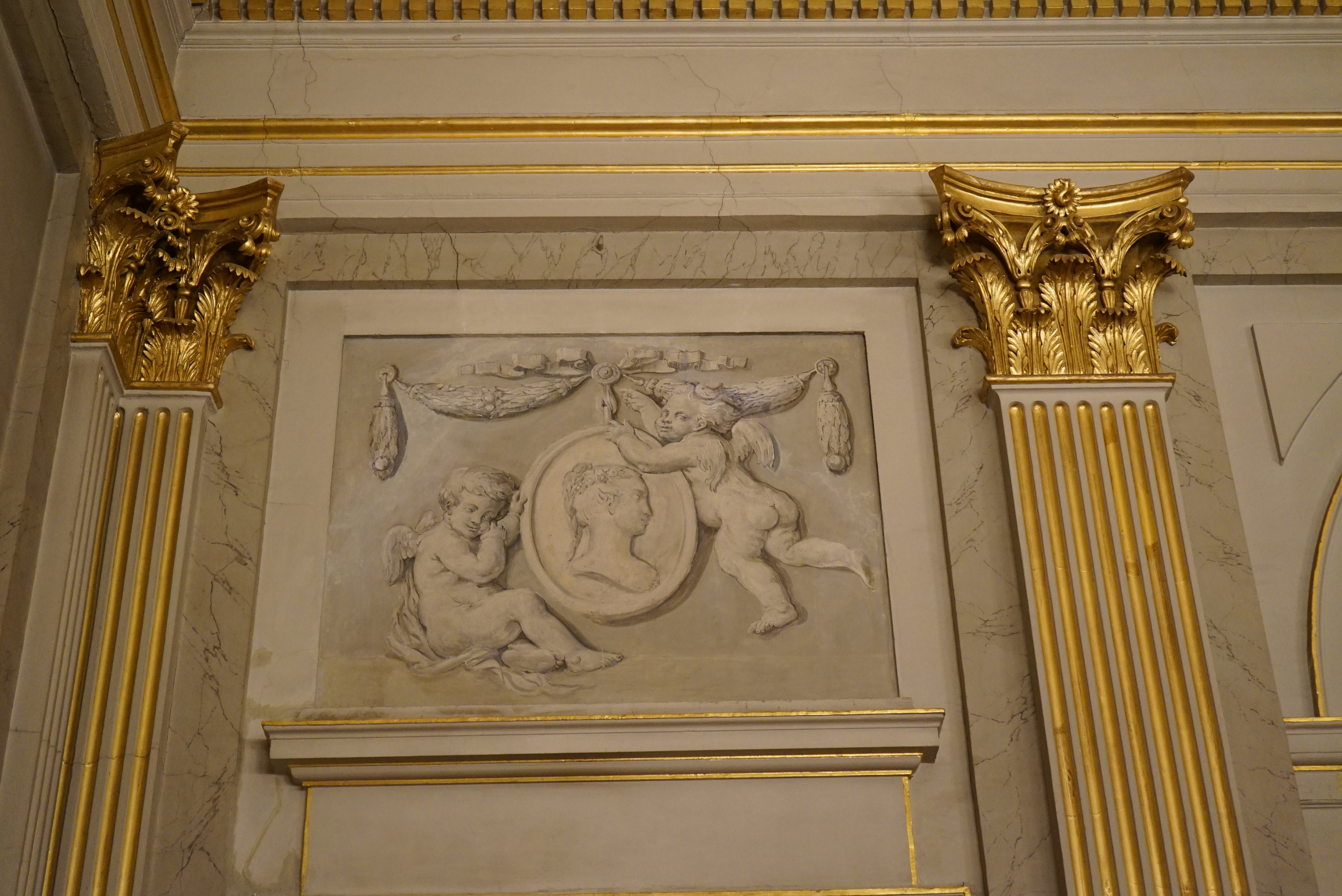
Grisailles du salon d'apparat.
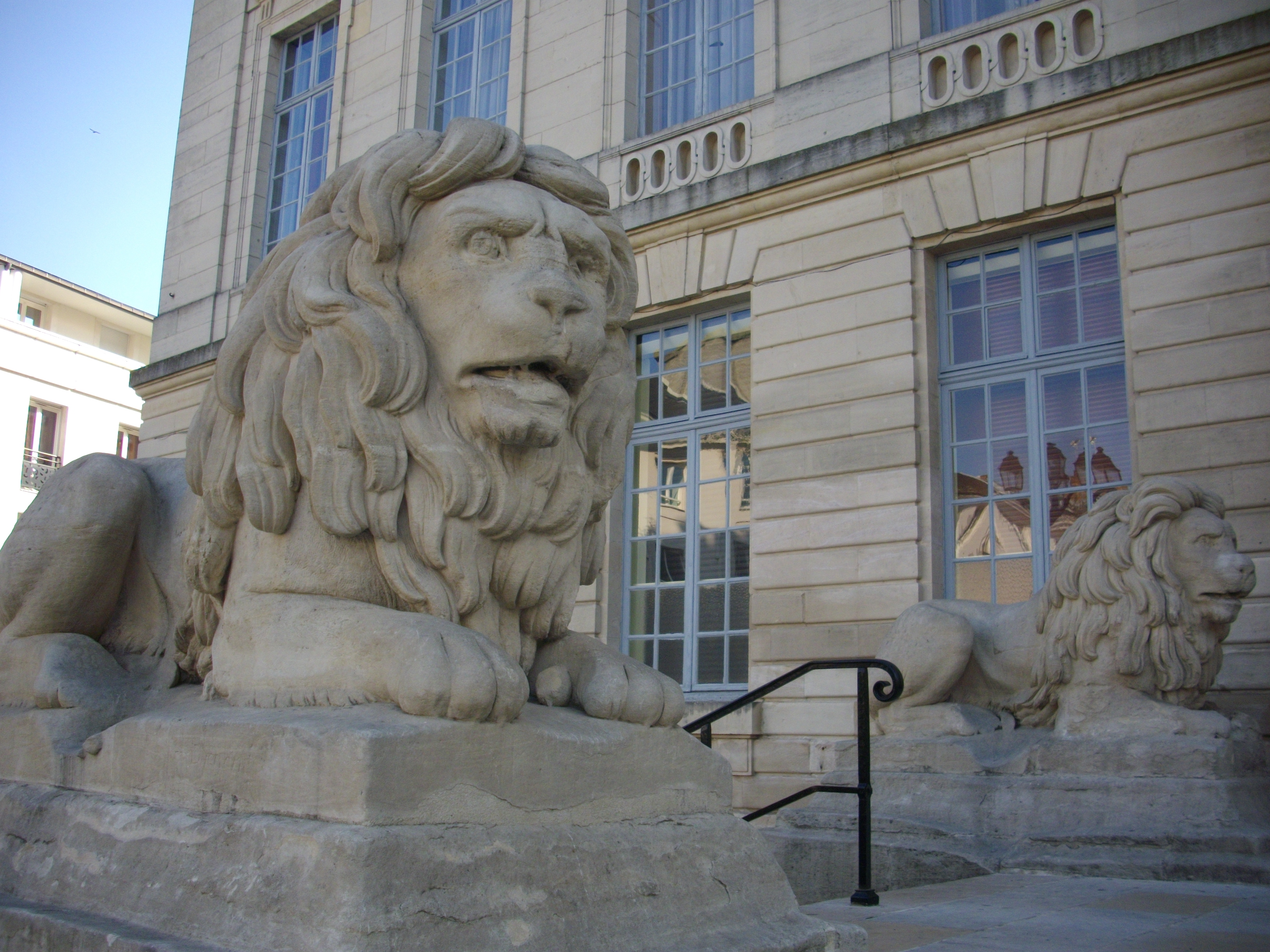
Lions de l'escalier.

## La place Foch
L'Hôtel de ville fait partie, côté est, de la place qui a aussi été conçue par Durand. Pour ce faire un nombre de structures furent rasées y compris une église pour obtenir la place carré actuelle. Les façades et les toitures de cet ensemble sont aussi classées au titre de Monument historique, elle est dédiée au maréchal Ferdinand Foch.

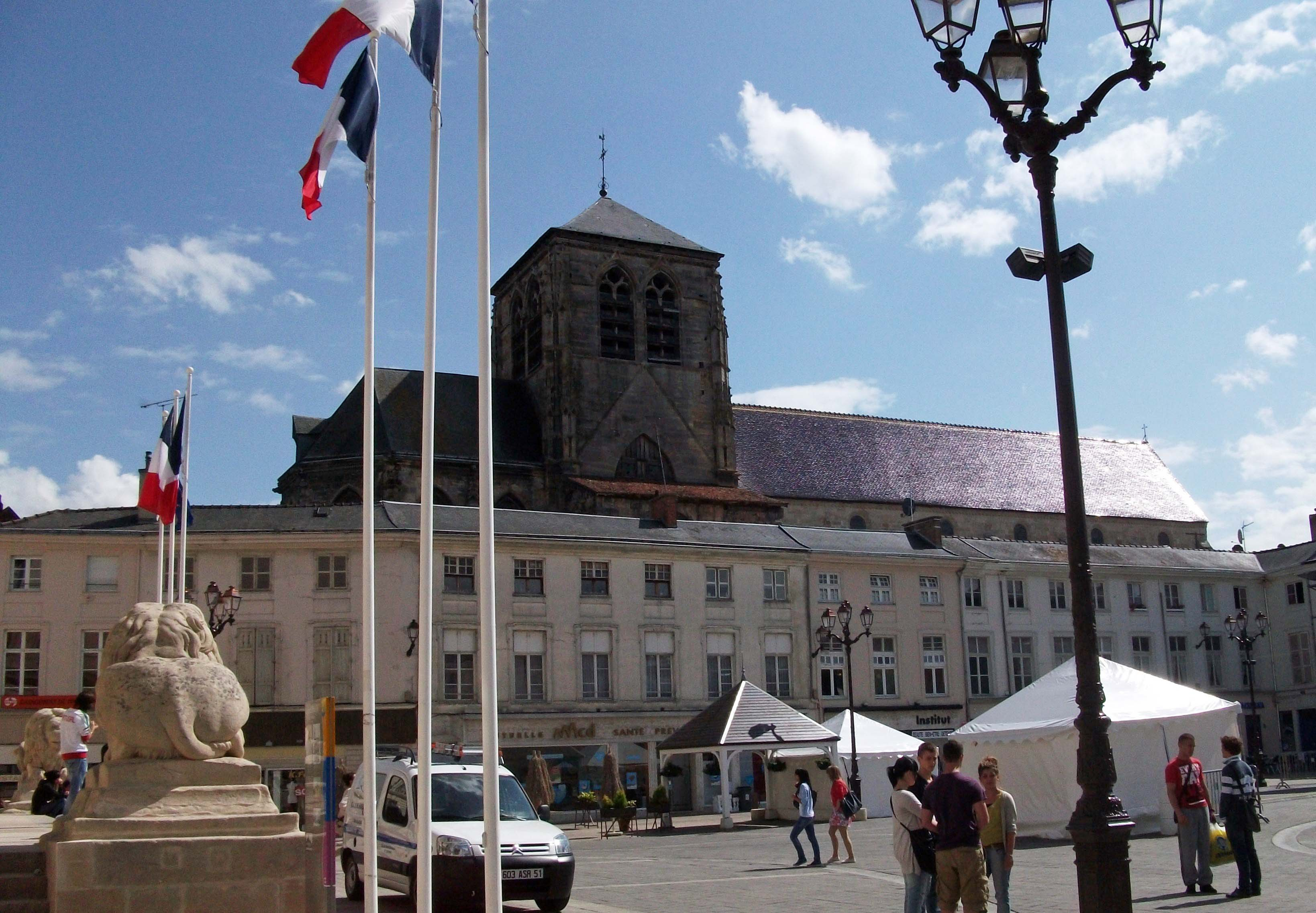
Les lions à gauche et l'église Alpin au fond.
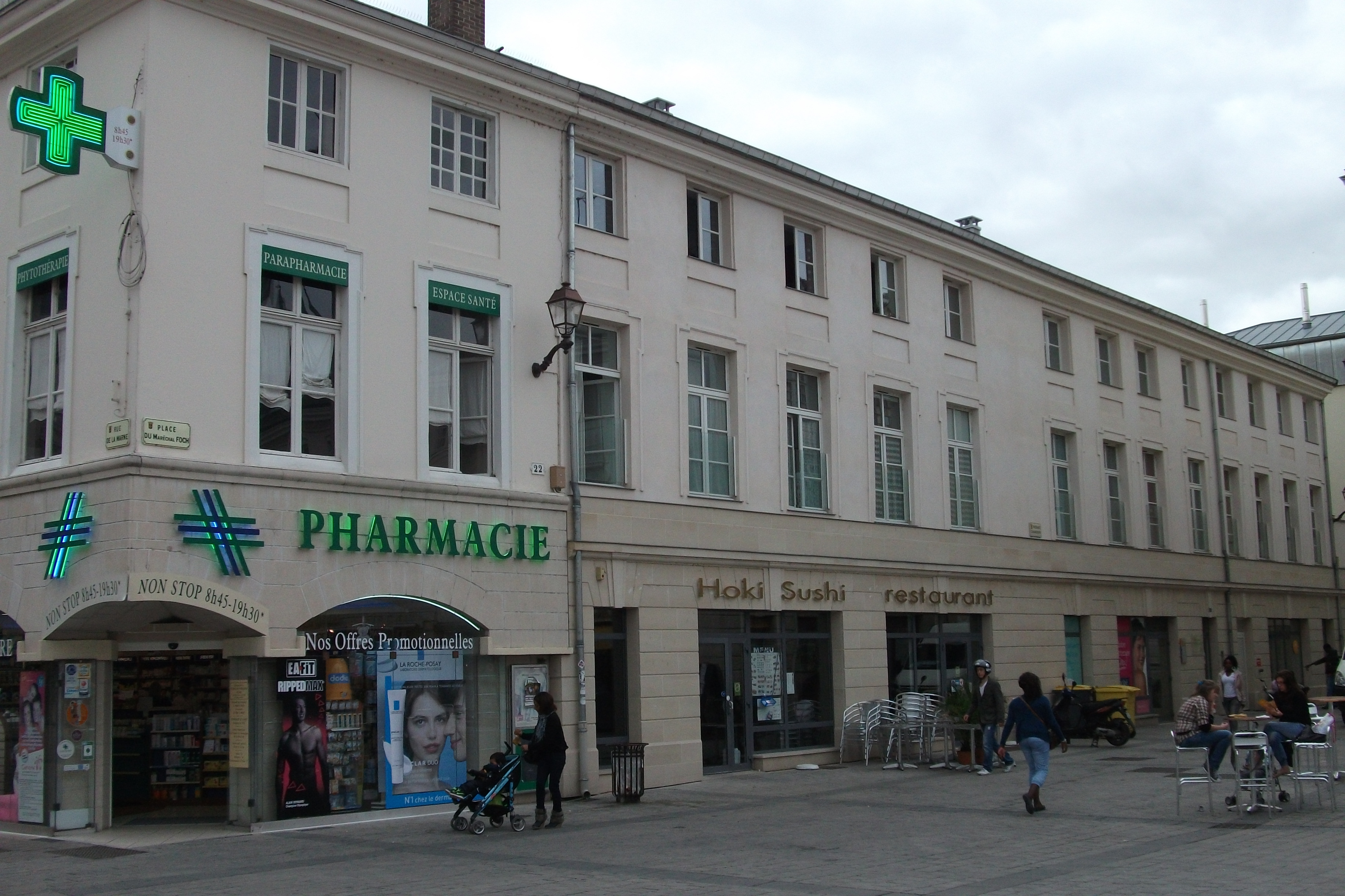
Côté de la place du No 18[6]. au 22[7].
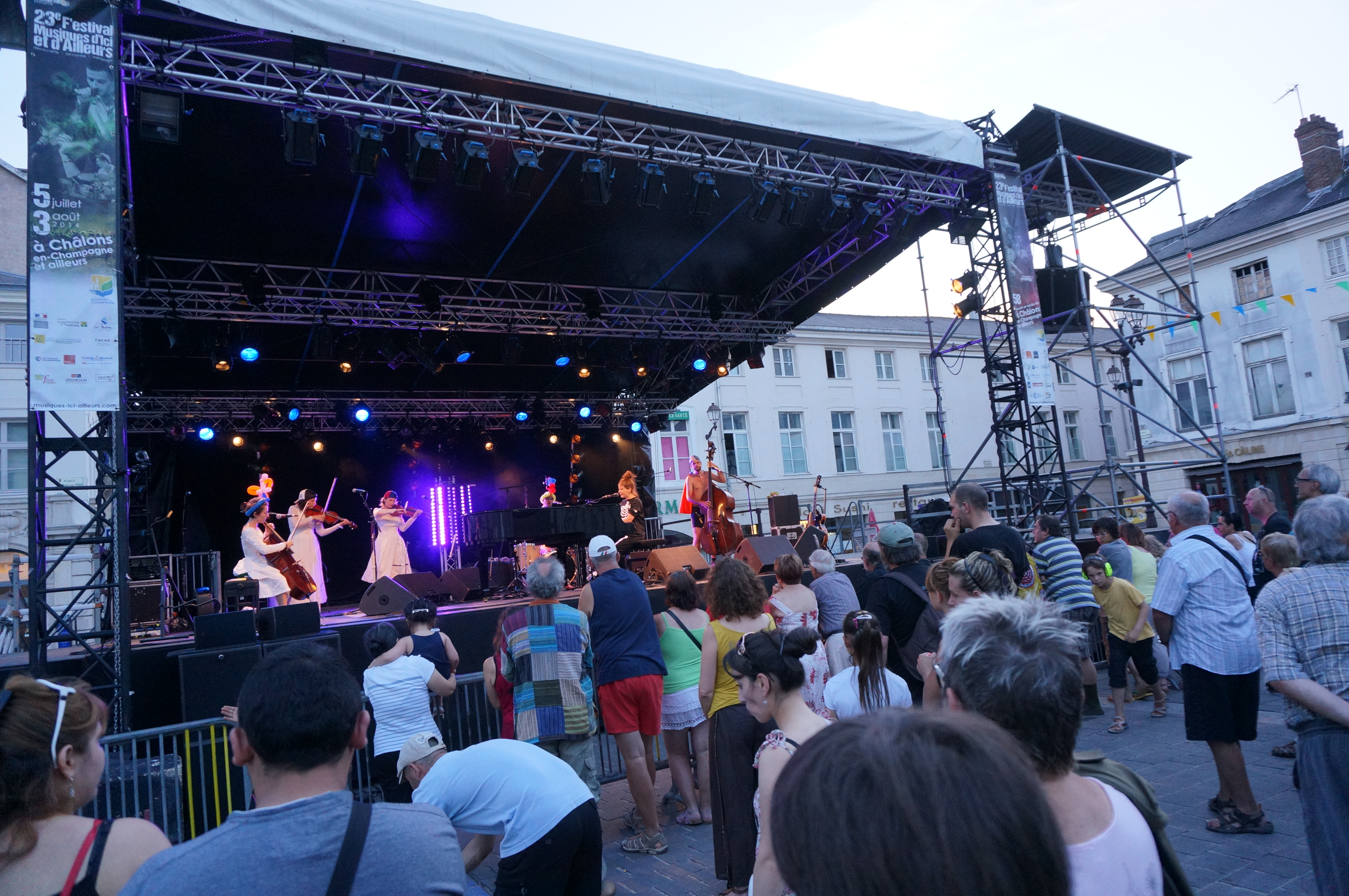
Spectacle de Klô Pelgag lors de Musique d'ici et d'ailleurs 2014 sur la place.